# Världsmästerskapen i skidskytte 1997
Världsmästerskapen i skidskytte 1997 hölls 1997 i Brezno i Slovakien. För första gången hölls jaktstartstävlingar i samband med världsmästerskap.

## Herrar

### 10 kilometer sprint
| Medalj | Namn               | Land        | Straffrundor | Resultat |
| ------ | ------------------ | ----------- | ------------ | -------- |
|        | Wilfried Pallhuber | Italien     |              |          |
|        | René Cattarinussi  | Italien     |              |          |
|        | Oleg Ryzjenkov     | Vitryssland |              |          |

### 12,5 kilometer jaktstart
| Medalj | Namn                 | Land     | Straffrundor | Resultat |
| ------ | -------------------- | -------- | ------------ | -------- |
|        | Viktor Maigurov      | Ryssland |              |          |
|        | Sergej Tarasov       | Ryssland |              |          |
|        | Ole Einar Bjørndalen | Norge    |              |          |

### 20 kilometer
| Medalj | Namn           | Land        | Straffrundor | Resultat |
| ------ | -------------- | ----------- | ------------ | -------- |
|        | Ricco Gross    | Tyskland    |              |          |
|        | Oleg Ryzjenkov | Vitryssland |              |          |
|        | Ludwig Gredler | Österrike   |              |          |

### 4 x 7,5 kilometer stafett
| Medalj | Land     | Lagmedlemmar                                                           | Straffrundor | Resultat |
| ------ | -------- | ---------------------------------------------------------------------- | ------------ | -------- |
|        | Tyskland | Ricco Gross Peter Sendel Sven Fischer Frank Luck                       |              |          |
|        | Norge    | Egil Gjelland Jon Åge Tyldum Dag Bjørndalen Ole Einar Bjørndalen       |              |          |
|        | Italien  | René Cattarinussi Wilfried Pallhuber Patrick Favre Pieralberto Carrara |              |          |

### Lagtävling
| Medalj | Land        | Lagmedlemmar                                                 | Straffrundor | Resultat |
| ------ | ----------- | ------------------------------------------------------------ | ------------ | -------- |
|        | Vitryssland | Vadim Sasjurin Oleg Ryzjenkov Aleksandr Popov Petr Ivasjko   |              |          |
|        | Tyskland    | Mark Kirchner Frank Luck Peter Sendel Carsten Heymann        |              |          |
|        | Polen       | Wieslaw Ziemianin Jan Ziemianin Wojciech Kozub Tomasz Sikora |              |          |

## Damer

### 7,5 kilometer sprint
| Medalj | Namn               | Land     | Straffrundor | Resultat |
| ------ | ------------------ | -------- | ------------ | -------- |
|        | Olga Romasko       | Ryssland |              |          |
|        | Olena Zubrilova    | Ukraina  |              |          |
|        | Magdalena Forsberg | Sverige  |              |          |

### 10 kilometer jaktstart
| Medalj | Namn               | Land     | Straffrundor | Resultat |
| ------ | ------------------ | -------- | ------------ | -------- |
|        | Magdalena Forsberg | Sverige  |              |          |
|        | Olena Zubrilova    | Ukraina  |              |          |
|        | Olga Romasko       | Ryssland |              |          |

### 15 kilometer
| Medalj | Namn                | Land      | Straffrundor | Resultat |
| ------ | ------------------- | --------- | ------------ | -------- |
|        | Magdalena Forsberg  | Sverige   |              |          |
|        | Olena Zubrilova     | Ukraina   |              |          |
|        | Jekaterina Dafovska | Bulgarien |              |          |

### 4 x 7,5 kilometer stafett
| Medalj | Land     | Lagmedlemmar                                                                      | Straffrundor | Resultat |
| ------ | -------- | --------------------------------------------------------------------------------- | ------------ | -------- |
|        | Tyskland | Uschi Disl Simone Greiner-Petter-Memm Katrin Apel Petra Behle                     |              |          |
|        | Norge    | Ann Elen Skjelbreid Annette Sikveland Liv Grete Skjelbreid Gunn Margit Andreassen |              |          |
|        | Ryssland | Olga Melnik Galina Kukleva Nadezjda Talanova Olga Romasko                         |              |          |

### Lagtävling
| Medalj | Land     | Lagmedlemmar                                                                      | Straffrundor | Resultat |
| ------ | -------- | --------------------------------------------------------------------------------- | ------------ | -------- |
|        | Norge    | Liv Grete Skjelbreid Ann Elen Skjelbreid Gunn Margit Andreassen Annette Sikveland |              |          |
|        | Ryssland | Olga Melnik Anna Volkova Nadezjda Talanova Olga Romasko                           |              |          |
|        | Ukraina  | Valentina Tserbe-Nessina Tatjana Vodopjanova Olena Petrova Olena Zubrilova        |              |          |

## Medaljfördelning
| Placering | Land        | Guld | Silver | Brons | Totalt |
| --------- | ----------- | ---- | ------ | ----- | ------ |
| 1         | Tyskland    | 3    | 1      | 0     | 4      |
| 2         | Ryssland    | 2    | 2      | 2     | 6      |
| 3         | Sverige     | 2    | 0      | 1     | 3      |
| 4         | Norge       | 1    | 2      | 1     | 4      |
| 5         | Vitryssland | 1    | 1      | 1     | 3      |
| 5         | Italien     | 1    | 1      | 1     | 3      |
| 7         | Ukraina     | 0    | 3      | 1     | 4      |
| 8         | Österrike   | 0    | 0      | 1     | 1      |
| 8         | Bulgarien   | 0    | 0      | 1     | 1      |
| 8         | Polen       | 0    | 0      | 1     | 1      |